# Barbucca
Barbucca là một chi cá có ở vùng Đông Nam Á. Chúng trước đây xếp trong họ Balitoridae, nhưng từ năm 2012 đã được tách ra thành một họ mới đơn loài là Họ Cá chạch suối đuôi gai (Barbuccidae). Chúng là chi duy nhất trong họ này.

## Các loài
Hiện tại các nhà sinh vật học mới chỉ ghi nhận hai loài trong chi này:
- Barbucca diabolica T. R. Roberts, 1989
- Barbucca elongata Vasil'eva & Vasil'ev, 2013[5]